# Ángel Flisfisch
Ángel Claudio Flisfisch Fernández (9 de mayo de 1941 - 8 de mayo de 2022) fue un abogado, investigador y político chileno.

## Biografía
Estudió Leyes en la Universidad de Chile y cursó estudios de postgrado en ciencia política en la Facultad Latinoamericana de Ciencias Sociales (FLACSO) y en la Universidad de Míchigan, donde obtuvo una maestría en ciencia política.
Ocupó diversos cargos relevantes durante las administraciones de la Concertación de Partidos por la Democracia que gobernó el país entre 1990 y 2010. 
- Subsecretario del Ministerio Secretaría General de la Presidencia
- Subsecretario de Aviación
- Subsecretario de Marina
- Subsecretario de Relaciones Exteriores

También ocupó el cargo de Embajador de Chile en Singapur, Secretario Pro Témpore de la Unión de Naciones Suramericanas (UNASUR) y Director de Planificación de la Cancillería.
En el plano académico, fue director de FLACSO en Santiago y miembro del Consejo Directivo de la Universidad Diego Portales. Publicó además en el Centro de Investigaciones Sociológicas (CIS) y en el Centro de Estudios Públicos (CEP).
Falleció el 8 de mayo de 2022 a causa de un cáncer de colon, tan solo un día antes de cumplir 81 años en Santiago de Chile. Fue homenajeado con un minuto de silencio en el Senado de la República.

## Publicaciones
- Estudios sobre el sistema de partidos en Chile.[6]
- Consenso, pacto, proyecto y estabilidad democrática.
- La política como compromiso democrático.[7]
- Modelos conceptuales de la política.[8]
- Los intelectuales y las instituciones de la cultura.
- Partidos y Democracia.
- El Neoliberalismo chileno: las funciones del dogmatismo.
- El espíritu del capitalismo democrático.[9]